# Šešupė
De Šešupė (Duits: Szeszuppe; Pools: Szeszupa; Russisch: Шешупе, Sjesjoepe) is een 298 km lange zijrivier van de Memel in Litouwen, Polen en de Russische oblast Kaliningrad.
De Šešupė ontspringt in het uiterste noordoosten van Polen en bereikt na 27 km Litouws grondgebied. Via Kalvarija en Marijampolė, de grootste stad aan de Šešupė, doorkruist de rivier de landstreek Sudauen (Sudovië, Suvalkija) om voorbij Kudirkos Naumiestis over een afstand van 51 km de Litouws-Russische grens te vormen. De Šešupė fungeert hier al eeuwenlang als grens, al ligt Rusland pas sinds 1945 op de linkeroever.
De benedenloop van de Šešupė ligt geheel op Russisch grondgebied. Hier is de grootste plaats aan de rivier Krasnoznamensk. De monding in de Memel (Nemunas, Neman) bevindt zich ten oosten van Neman.
De Šešupė behoort tot de weinige rivieren die ooit om politieke redenen werden omgedoopt: de nazi's vonden Scheschupe, zoals de naam van de oostelijkste rivier van Duitsland destijds luidde, te on-Duits en maakten er in 1938 Ostfluß van. Ook dorpen met Baltische namen in dit deel van Oost-Pruisen kregen destijds een nieuwe naam. De Russen grepen in 1945, anders dan bij de dorpen, weer terug op de oorspronkelijke naam van de rivier.
- Library of Congress Control Number: sh93007986
- Nationale Bibliotheek van Israël: 987007546608905171
- Virtual International Authority File: 315527846